# John Colepeper
John Colepeper, 1er baron Culpeper (c. 1600 - 11 juillet 1660) est un pair anglais, un officier militaire et un homme politique qui, en tant que chancelier de l'Échiquier (1642-1643) et maître des rôles (1643), est un conseiller influent du roi Charles Ier pendant la guerre civile anglaise, qui le récompense par une pairie et quelques propriétés foncières en Virginie. Pendant le Commonwealth, il vit en Europe, où il continue à agir comme serviteur, conseiller et partisan du roi Charles II en exil. Ayant participé à la fuite du prince vers l'exil en 1646, Colepeper accompagne Charles dans son retour triomphal en Angleterre en mai 1660, mais meurt seulement deux mois plus tard,,.

## Colepeper de Wigsell
La famille Colepeper réside dans le Kent et le Sussex à la fin du Moyen Âge et certains d'entre eux exercent des fonctions administratives (en particulier comme hauts shérifs du Kent et dans l'intendance de Romney Marsh) dès le règne d'Édouard III (1322-1377). Des branches de la famille s'installent à divers endroits. John Colepeper est issu de la branche qui s'est installée au manoir de Wigsell dans la paroisse de Salehurst, Sussex de l'Est. John Colepeper de Bedgebury, à Goudhurst dans le comté de Kent, a par sa femme Agnès deux fils, dont l'aîné, Alexander, fonde la branche des Colepepers de Bedgebury, et le plus jeune, Walter, celle de Colepeper de Wigsell.
Walter Colepeper épouse Anne (fille et héritière de Harry Aucher de Lossenham, un manoir de Newenden, Kent) et, au moment de sa mort en 1514, il est sous- maréchal de Calais. Leur fils aîné William Colepeper épouse Cicely Barrett en 1530, lorsque le domaine Wigsell est attribué à la mère de William à vie, le reste étant à William et Anne. Le fils aîné de William, John, né en 1530, épouse Elizabeth Sidley de Southfleet, Kent vers 1560, et est enterré à Salehurst en 1612 à l'âge de 82 ans.

## Naissance et jeunesse

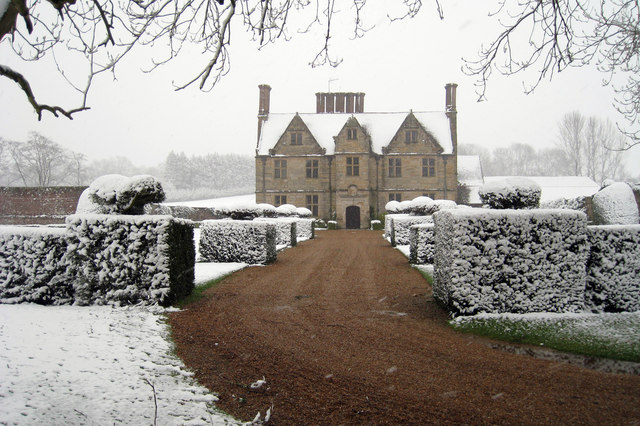
Grand manoir de Wigsell, reconstruit après sa vente par John Colepeper en 1623

Le fils aîné de John et Elizabeth, Thomas Colepeper (1561-1613), épouse Anne Slaney, la fille de Stephen Slaney, citoyen et Skinner, échevin de Londres 1584-1608 et lord-maire de Londres 1595-96, décédé en 1608 et de son épouse Margaret Fesaunt (décédée en 1619). Thomas et Anne sont les parents du futur 1er baron Colepeper de Thoresway. Après la naissance de deux fils et d'une fille, Anne décède en 1601/02. Thomas Colepeper se remarie ensuite avec Mary, fille de Roger Beeston (citoyen de Londres) et veuve de Francis Gibbon de Benenden, Kent. De ce second mariage nait un fils Thomas, décédé en bas âge en 1607, et trois filles.
L'héritage de Wigsell aurait d'abord dû revenir au fils aîné de Thomas et Anne, Slaney Colepeper, mais il meurt en 1617. Il est ensuite déterminé par son inquisition post mortem qu'il devait passer à son jeune frère John Colepeper. Leur propre sœur Elizabeth devient l'épouse de Robert Brooke de Yoxford, Suffolk en 1620 : Brooke a autrefois été mariée à la belle-fille de la tante de John, Mary Slaney, deuxième épouse d'Humphrey Weld (décédée en 1610).
Le père de John et son oncle John Colepeper de Feckenham (1563-1635) sont membres de la Virginia Company of London à partir de 1609. John lui-même est membre de 1617 à 1623. Il est fait chevalier en 1621 et vend Wigsell à Cheney Culpeper en 1623. Le premier mariage de John, avec Philippa Snelling en 1628, dure jusqu'à sa mort en 1630, lui laissant un fils et une fille. Son deuxième mariage, avec Judith Colepeper de Hollingbourne, Kent, une cousine éloignée, a lieu en janvier 1630/31 et donne naissance à une famille nombreuse.

## Au Parlement, 1640-1644
John Colepeper commence sa carrière dans le service militaire à l'étranger et se fait connaître pour la première fois dans son pays grâce à sa connaissance des affaires étrangères, étant souvent convoqué devant le conseil pour témoigner sur de telles questions. Il est fait chevalier et après avoir représenté Rye au Court Parlement en avril 1640, il est élu député plus tard dans l'année pour le Kent au Long Parlement. Il prend ensuite le parti du peuple, s'exprimant contre les monopoles le 9 novembre 1640, se voyant confier la mise en accusation de Robert Berkeley le 12 février 1641, soutenant la mise hors la loi de Thomas Wentworth, 1er comte de Strafford, et étant nommé au comité de défense le 12 août 1641.
Il se sépare cependant du parti populaire sur la question de l'Église, en raison d'objections politiques plutôt que religieuses, craignant les effets des changements révolutionnaires alors envisagés. Il s'oppose à la pétition de Londres pour l'abolition de l'épiscopat, au projet d'union religieuse avec les Écossais et au Root and Branch Bill, et le 1er septembre, il présente une résolution en faveur du livre de prières. Lors de la session suivante, il s'oppose au projet de loi sur la milice et à la Grande Remontrance et finalement, le 2 janvier 1642, il rejoint le parti de Charles Ier, prenant ses fonctions de chancelier de l'Échiquier dans la même motion par laquelle Lucius Cary est nommé secrétaire d'État et tous deux prêtent serment en tant que conseillers privés. En 1642, lui et Lucius Cary rédigent la réponse du roi au Parlement concernant la mesure militaire. Décrivant le pouvoir croissant des corporations, il aurait déclaré : « ils sirotent notre tasse, ils trempent dans notre plat, ils s'assoient près de notre feu ».
Colepeper désapprouve fortement la tentative du roi d'arrêter John Pym et quatre autres membres du Long Parlement, qui est faite à son insu, mais préconise d'amener le roi à Kingston-upon-Hull. Le 25 août 1642, il se présente à la barre de la Chambre des communes pour présenter les dernières propositions de paix du roi: « Là, debout, tête nue, il avait l'air si abattu comme s'il avait été un délinquant plutôt qu'un membre de la Chambre, ou conseiller privé, ou messager de Sa Majesté ». Il est ensuite présent à la bataille d'Edgehill, où il prend part à la charge du prince Rupert et s'oppose à la retraite des forces du roi du champ de bataille.
En décembre, il est nommé Master of the Rolls. Il est un membre éminent du Parlement d'Oxford et on disait, contrairement à l'opinion générale, qu'il avait conseillé des concessions considérables pour assurer la paix. Son influence dans les affaires militaires lui valent d'être très détesté par le prince Rupert et l'armée, et l'animosité générale contre lui est accrue par son avancement à la pairie le 21 octobre 1644 par le titre de baron Colepeper de Thoresway dans le Lincolnshire.

## Un royaliste à l'étranger, 1645-1660

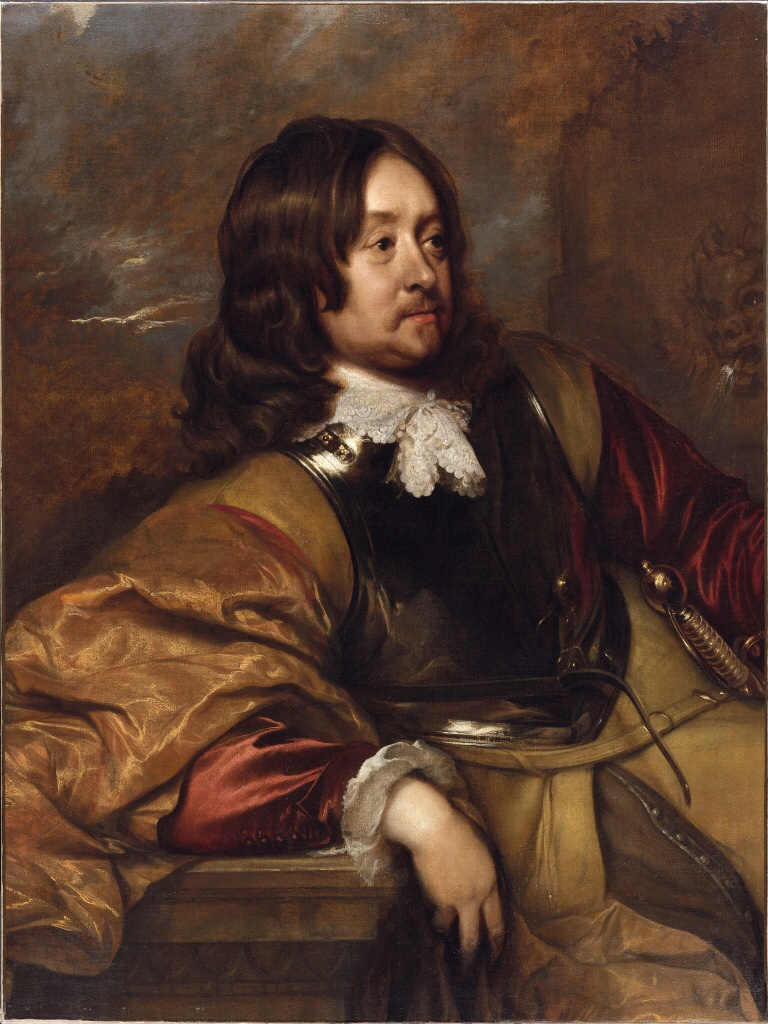
Edward Hyde, v. 1643

Lord Culpeper est envoyé avec Edward Hyde avec le prince de Galles à l'ouest en mars 1645 et, le 2 mars 1646, après la défaite finale de Charles, il s'embarque avec le prince pour Scilly (les îles Scilly dans le comté de Cornouailles) et de là en France. Il préconise fortement d'obtenir le soutien des Écossais en leur accordant des concessions religieuses, une politique soutenue par la reine et Mazarin, mais combattue par Hyde et d'autres royalistes de premier plan, et il incite constamment le roi à suivre cette voie, tout en désapprouvant tout recul au sujet de la milice. Il promeut la mission de John Berkeley en 1647 pour parvenir à une entente entre Charles et l'armée.
En 1648, il accompagne le prince dans son expédition navale infructueuse et revient avec lui à La Haye, où de violentes altercations éclatent entre les dirigeants royalistes. Colepeper va jusqu'à défier le Prince Rupert, une fois au conseil, et est lui-même sévèrement agressé dans les rues par Robert Walsh. Dans la Charte de 1649, il est propriétaire d'un septième de Virginia's Northern Neck, et son cousin Thomas Colepeper (1602-1660) (fils de John Colepeper de Feckenham), qui émigre en Virginie et y meurt, laissant quatre enfants qui s'établissent en Virginie.
Culpeper et d'autres sont désignés, avec Charles et James Stuart, pour être proscrits et bannis comme ennemis et traîtres du Commonwealth, et ses domaines sont confisqués au profit du Parlement. Après l'exécution de Charles Ier, il continue de faire pression sur Charles II pour qu'il accepte les propositions écossaises. Il est envoyé en Russie en 1650, où il obtient un prêt de 20 000 roubles du tsar, peu après son retour, il est envoyé aux Pays-Bas pour se procurer une assistance militaire. Colepeper est obligé de quitter la France aux termes du traité conclu en août 1654 entre Oliver Cromwell et Mazarin, et semble désormais avoir résidé en Flandre. Il accompagne Charles II dans le sud de la France en septembre 1659, lors du Traité des Pyrénées.

## Mort
Lors de la Restauration, Colepeper retourne en Angleterre, mais il ne survit que quelques semaines et meurt le 11 juillet 1660. Son monument mural en marbre blanc, avec une longue inscription, est érigé dans l'église de Hollingbourne par son fils John, 3e baron Colepeper, et sa fille Elizabeth Hamilton, en 1695.
Plusieurs écrivains contemporains s'accordent pour témoigner de la grande capacité de débatteur de Colepeper et de ses ressources en tant que conseiller, mais se plaignent de son manque de stabilité et de son caractère incertain. Sa clairvoyance politique est démontrée par une remarquable lettre écrite le 20 septembre 1658 à la mort de Cromwell, dans laquelle il prédit les développements futurs de la situation politique, conseille aux royalistes de rester inactifs jusqu'au moment opportun et de profiter de la division. de leurs adversaires, et distingue George Monck comme la seule personne désireuse et capable d'effectuer la Restauration.

## Famille
Lord Colepeper se marie deux fois.
Sa première épouse Philippa, est la fille de  John Snelling de West Grinstead, Sussex, qu'il épouse le 29 octobre 1628 à St Botolph-sans-Bishopsgate. Elle est enterrée à Hollingbourne, Kent, le 16 septembre 1630 : d'elle, il a un fils et une fille:
- Alexander Colepeper, marié à Katherine, fille d'Edward Ford de Harting, Sussex. Il est mort sans descendance et sa veuve se remarie avec Ralph Grey.
- Philippa Colepeper (décédée avant septembre 1652), épouse Thomas Harlackenden de Woodchurch, Kent, à qui elle donne deux fils et deux filles[40],[41].

Sa seconde épouse est sa cousine Judith Culpeper (mariée le 12 janvier 1630/31), fille de Thomas Colepeper de Hollingbourne Manor( John a vendu Wigsell au frère de Judith, Cheney Culpeper (1601-1663) en 1623 et Thomas a acheté le Château de Leeds dans le Kent en 1634) Ils ont plusieurs enfants, tous baptisés à Hollingbourne, Kent:
- Elizabeth Colepeper, baptisée et enterrée en 1632.
- Thomas Colepeper, baptisé en 1633, inhumé en 1634.
- Thomas Colepeper, baptisé en 1635, décédé en 1689, 2e baron Colepeper de Thoresway, accède au titre en 1660. Il épouse Margaret, fille et cohéritière de Johan van Hesse, Heer van Piershil en Wena (par laquelle il devient beau-frère du royaliste John Sayer de Whitehall[43]) Il est gouverneur de la Couronne de Virginie de 1680 à 1683. Il a une fille Catherine, qui épouse Thomas Fairfax, 5e Lord Fairfax de Cameron. Il a également une maîtresse Susanna Willis dont il a deux filles, Susan (épouse de Charles Englefield) et Charlotte[44].
- Elizabeth Colepeper, baptisée en 1637, épouse en 1661 James Hamilton, valet de la chambre du roi Charles II ; ils sont les parents de James Hamilton, devenu 6e comte d'Abercorn[45]. Elle est vivante en 1695 lorsqu'elle et son frère John érigent le mémorial à la mémoire de leur père. Elle est enterrée en février 1709/10 à Hollingbourne.
- Judith Colepeper, baptisée en 1638, décède en 1691.
- John Colepeper, baptisé en 1640, décédé en 1719, 3e baron Colepeper de Thoresway, accède au titre en 1689. Il épouse Frances, fille de Thomas Colepeper de Hollingbourne et Alice, fille de William Colepeper d'Aylesford, et meurt sans descendance[46].
- Cheney Colepeper, baptisé en 1642, décédé en 1725, 4e baron Colepeper de Thoresway, accède au titre en 1719 : il ne se marie jamais et le titre s'éteint à sa mort.
- Francis Colepeper, est décédé sans descendance.
- Philippa Colepeper, baptisée en 1649, décédée en 1719[47].